# Фицгерберт, Томас
Томас Фицгерберт (1552 — 17 августа 1640) — английский религиозный деятель, иезуит.

## Биография
Родился в Свиннертоне, Стаффордшир, в богатой католической семье; в младенчестве потерял отца. В 16-летнем возрасте отправился учиться в Оксфорд. Несмотря на преследования католиков в Англии в то время, отказывался сменить веру и в 1572 году был заключён в тюрьму. В 1580 году женился, а после смерти жены в 1588 году принял обет безбрачия.
В 1582 году из-за продолжавшихся преследований переселился на север Франции. Впоследствии поступил на службу к герцогу Феррии, которого сопровождал в поездках во Фландрию, Испанию, различные регионы Италии. В 1598 году Фицгерберт якобы организовал вместе с Ричардом Вальполем заговор для отравления королевы Елизаветы, а до этого, в 1595 году, при испанском дворе его обвиняли в том, что он, наоборот, был агентом Елизаветы. Будучи рукоположён в священство 24 марта 1602 года, с этого времени жил в Риме в качестве представителя английского духовенства. В 1613 году вступил в орден иезуитов. В 1616—1618 годах исполнял миссию ордена во Фландрии, с 1618 года состоял ректором английской коллегии в Риме. В этом же городе прожил до конца жизни.
Написал ряд трудов, наиболее известны «A Defence of the Catholycke Cause» (1602) и «A Treatise concerning Policy and Religion» (1609—1610, в 1635 году переведено на латынь).

## Сочинения
- Томас Фицгерберт. Трактат о политике и религии (Посвящение; Глава 33), перевод с английского и примечания А.Ю. Серёгиной // ИНТЕЛЛЕКТУАЛЬНЫЕ ТРАДИЦИИ В ПРОШЛОМ И НАСТОЯЩЕМ. ВЫП. 3 / Отв. ред. М.С. Петрова — М.: Аквилон, 2016. С.198-216.